# Орман (Казахстан)
Орма́н (каз. Орман) — село у складі Талгарського району Алматинської області Казахстану. Входить до складу Алатауського сільського округу.
Населення — 82 особи (2021; 121 у 2009, 188 у 1999, 135 у 1989).